# Anarete coronata
Anarete coronata är en tvåvingeart som beskrevs av Boris Mamaev 1964. Anarete coronata ingår i släktet Anarete och familjen gallmyggor. Inga underarter finns listade i Catalogue of Life.